# Marie Pleyel
Marie Pleyel (nacida Marie-Félicité-Denise Moke; París, 4 de julio o 4 de septiembre de 1811 -30 de marzo de 1875) fue una concertista de piano y profesora de música belga.

## Biografía

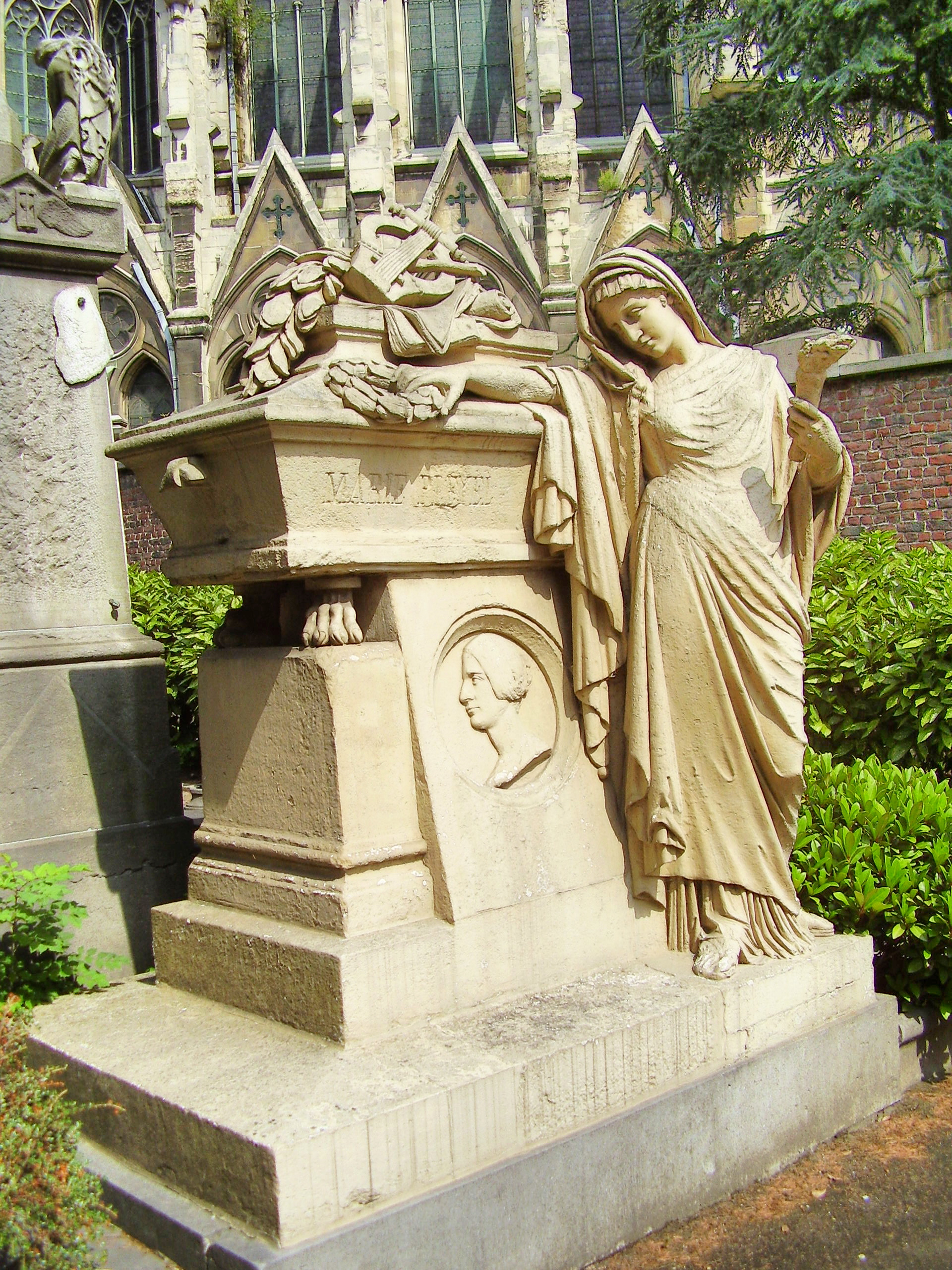
Tumba de Marie Pleyel en el Cementerio de Laeken de Bruselas.

Marie-Félicité-Denise Moke nació en París. Su padre era de Torhout (Bélgica), región de habla flamenca, y era profesor de idiomas y su madre era una alemana que tenía una tienda de lencería en el distrito 9, por lo que Marie Pleyel era trilingüe. Estudió piano con Henri Herz, Ignaz Moscheles y Friedrich Kalkbrenner. Dio su primer recital formal a los ocho años, asombrando al público con su joven virtuosismo.
El famoso crítico François-Joseph Fétis escribió que había escuchado a todos los pianistas famosos, pero que ninguno le transmitía un sentimiento de perfección como Madame Pleyel.
Hector Berlioz estaba desesperadamente enamorado de Pleyel y en 1830 se comprometieron. Mientras él estaba en Italia, ella rompió el compromiso para casarse con Camille Pleyel, hijo de Ignaz Pleyel y heredero del negocio de fabricación de pianos Pleyel.
Marie fue una de las pianistas más admiradas de la década de 1830. En 1848, se convirtió en presidenta del departamento de piano del Conservatorio de Bruselas.
Murió en Saint-Josse-ten-Noode, cerca de Bruselas, el 30 de marzo de 1875. Está enterrada en el Cementerio de Laeken.